# Alfred de Grazia
Pour les articles homonymes, voir Grazia (homonymie).
 (septembre 2014).
Alfred de Grazia (né le 29 décembre 1919 à Chicago, en Illinois) et mort le 13 juillet 2014 à La Ferté-Bernard  est un politologue, enseignant et écrivain américain, auteur d’ouvrages scientifiques, philosophiques, autobiographiques, ainsi que de poèmes et de pièces de théâtre. Il créa un paradigme dit de la quantavolution. Il a été fait chevalier de la Légion d'honneur le 1er janvier 2014.

## Biographie

### Les débuts
Alfred de Grazia naquit le 29 décembre 1919 et grandit dans le quartier de Near North Side à Chicago. Son père, Alfred Sr., socialiste et musicien, avait précipitamment quitté la Sicile à vingt ans, après avoir frappé le maire de sa ville natale de Licodia Eubea (province de Catane) avec sa clarinette durant une empoignade politique. Alfred de Grazia Sr. devint un chef d’orchestre populaire, clarinettiste et leader syndical musical à Chicago. Il était connu dans les années trente et quarante pour sa direction de grands ensembles à vent dans des concerts de musique classique (souvent transcrite par lui) au Grand Pavillon du Municipal Pier (Quai Municipal) au bord du lac Michigan à Chicago. Il épousa Katherine Lupo Cardinale, née à Chicago de parents siciliens, dont le frère était le boxeur Charles Kid Lucca, champion du Canada des poids welters de 1910 à 1914 . En plus d’Alfred, ils eurent trois autres fils, Sebastian de Grazia, politologue et prix Pulitzer, Edward, qui devint un des avocats les plus en vue dans les cas de censure artistique et de liberté d’expression, cofondateur de l'université Yeshiva, et Victor de Grazia qui devint vice-gouverneur de l’État d’Illinois,.
À 15 ans, Alfred de Grazia fut admis à l’université de Chicago où il obtint un B.A. en 1939 et après la guerre, un doctorat (Ph. D.) en 1948 . Il parvint à subvenir entièrement à ses besoins durant toute la période de ses études, grâce à une demi-bourse, et en travaillant d’abord comme garçon de salle à la cafétéria, puis comme trompettiste et administrateur de l’orchestre de l’université, le Maroon Band, et comme membre d’un groupe de jazz, ce qui lui permit de traverser l’océan en jouant à bord des grands transatlantiques et de connaître l’Europe durant l’immédiat avant-guerre.

### Activités militaires

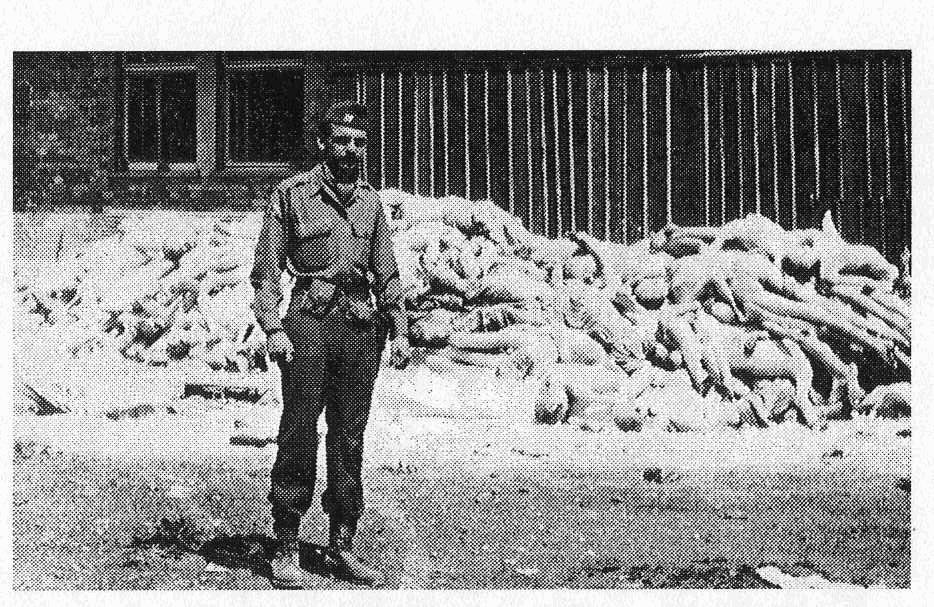
Alfred de Grazia à la libération du camp de concentration de Dachau, 1945

Durant la Seconde Guerre mondiale, Alfred de Grazia fit son service militaire, d’appelé à capitaine, dans l’artillerie, l’intelligence et la guerre psychologique, prenant part à six campagnes d’Afrique du Nord jusqu’en Allemagne. Il fut l'un des premiers officiers émoulus de Camp Ritchie entraînés aux opérations psychologiques ,.Il fut co-auteur d'un rapport sur les opérations psychologiques pour le Commandement Suprême des Forces Alliées. Il participa à la bataille de Monte Cassino, aux débarquements de Provence (Saint-Tropez) et à la libération du camp de concentration de Dachau. À la fin de la guerre, il commandait les opérations de guerre psychologique de la 7e armée américaine dans le Sud de l’Allemagne.  Il arrêta Robert Ley. Il raconta son expérience de la guerre dans A Taste of War. Il est titulaire de la croix de guerre.
Durant ses années d’absence, il mena une correspondance intense de plus de 2 000 longues lettres, pratiquement quotidiennes, avec sa fiancée, puis épouse Jill Oppenheim, journaliste. Cette correspondance, peut-être la plus volumineuse de la Seconde Guerre mondiale, fut préservée presque dans sa totalité et publiée sur internet sous le titre Letters of Love and War.
Plus tard, il écrivit des manuels de guerre psychologique pour la CIA pour la guerre de Corée et organisa des opérations psychologiques pour le département de la Défense des États-Unis durant la guerre du Viêt Nam. Ses rapports d'opérations psychologiques, maintenant déclassifiés, incluent Target Analysis and Media in Propaganda to Audiences Abroad (1952), Elites Analysis (1955), ainsi que Psychological Operations in Vietnam (1968). En 2014, il est nommé Distinguished Member of the Regiment (DMOR) du régiment d'opérations psychologiques du Special Operations Command à Fort Bragg en Caroline du Nord et admis dans le Hall of Fame.

### Sciences politiques
De retour de la guerre, il fit sa thèse de doctorat qui fut publiée sous le titre de Public and Republic: A History of American Ideas of Representation (1951),,,,,,,,. Il contribua largement aux aspects théoriques de la Federalism Task Force de la Commission Hoover sur l'organisation du gouvernement fédéral en 1947-1948.
Il fut professeur assistant à l'université du Minnesota à Minneapolis de 1948 à 1950, puis professeur associé à l'université Brown à Providence, dans le Rhode Island. Il rejoignit l'université Stanforden 1952 en tant que directeur du Comité de Recherches en Sciences Sociales. Il publia The Elements of political science en 2 volumes : Political Organization et Political Behavior, L'université refusa mystérieusement de le titulariser, pour une raison qui ne fut révélée que plusieurs décennies plus tard: pour une étude qu'il avait faite, en plein maccarthysme "Origines et présentes restrictions des activités politiques des ouvriers". Il devint professeur de gouvernement et de théorie sociale à l'université de New York. Issu de l'École de Chicago de science politique, il fut un des promoteurs, à la suite de Charles Merriam, Harold Lasswell, Nathan Leites et H. F. Gosnell, du mouvement de Political Behavior (behavioriste, ou comportementiste) qui pour un temps domina les sciences politiques. Il fonda et publia pendant une décennie The American Behavioral Scientist, acquis plus tard par Sage Publications, et qui constitua le noyau initial de la plus grande collection de magazines des sciences sociales aux États-Unis. Il inventa The Universal Reference System, le premier service bibliographique informatisé dans le domaine des sciences sociales.
En plus de ses activités dans la politique locale et nationale à Chicago, New York et en Californie, tant aux côtés des Démocrates que des Républicains et des Indépendants, il dirigea un groupe d’experts dans une étude d’envergure sur les fonctions et réformes du Congrès des États-Unis sous les auspices de l'American Enterprise Institute, qui devait devenir le bastion du néo-conservatisme et qui publia nombre de ses articles, ainsi que des livres comme Congress and the Presidency: Their Role in Modern Times avec Arthur Meier Schlesinger Jr. Parmi les nombreuses propositions publiées dans le rapport intitulé Congress: First branch of Government (1966-67) un certain nombre furent ultimement adoptées. Il fit des contributions significatives) la doctrine du néo-conservatisme avant que le terme ne fut adopté et abusé, y compris la théorie de l’aide sociale volontaire, des projections de systèmes anti-bureaucratiques, le renforcement de l’indépendance et des compétences de la branche législative du gouvernement. La plupart de ces travaux furent réalisés avec l’aide du William Volker Fund, de l'American Enterprise Institute, de la Relm and Earhart Foundation, et de l'université de New York.
L’œuvre publié de De Grazia en science politique et sociale se monte à une trentaine de volumes. Il écrivit d’abord surtout dans les domaines de la théorie et de la méthode politique. Ainsi:The Western Public (1954), The American Way of Government (1957), Science and Values in Administration (1961), Apportionment and Representative Government (1963), Republic in Crisis: Congress Against the Executive Force (1965). De plus, il édita Grass Roots Welfare (1958) et fut le coauteur de American Welfare.
Dans les années 1980, il créa le "Living Archives Project, " destiné à numériser et rendre universellement accessible les archives de personnalités créatrices dans tous les domaines des activités humaines.

### Design d'un Nouvel Ordre Mondial: Kalos
Dans les années 1960, De Grazia se dirigea vers une combinaison plus radicale encore d’idées de droite et de gauche, surtout présentée dans le livre intitulé Kalos : que faire de notre monde ? (1968ff). Il rédigea deux documents spéciaux : 40 Stases and Theses for World reconstruction, publié plus tard avec 40 peintures symboliques par l’artiste génoise (et psychanalyste) Licia Filingeri (1995). D’autres textes polémiques incluent un manuel de sciences politiques Politics for Better or Worse (1975), Eight Bads, Eight Goods: the American Contradictions, akna Lectures to the Chinese et Art and Culture:1001 Questions on Policy (1979) à la demande du National Endowment for the Arts. Kalos s'inscrit dans la continuation du mouvement pour un gouvernement mondial de l'écrivain antifasciste Giuseppe Borgese pour lequel il s'était engagé dans les années 1940.
Il fonda un collège d’extrême avant-garde en 1970-1972 à Sion en Valais, du nom de université du Nouveau Monde, qui fut un échec retentissant. Ses nombreuses innovations radicales incluaient des plans d’étude et d’évaluation individuels pour chaque étudiant, le gouvernement par une assemblée tirée au sort parmi la communauté scolaire, et le concept de « studio » de la nature d’un club, se substituant aux départements conventionnels. Il y eut brièvement pendant l'été 1971 quelques enseignants qui étaient ou allaient être connus comme Joël Cohen (musique ancienne), Liz Sweetnam (psychologie des rapports (homme-femme prioritairement)), Immanuel Velikovsky pour ses non-sens sur l'inversion du sens de rotation de la terre. Pour le constituer, il organisa une équipe composée presque entièrement d’étudiants, certains promus professeurs pour récompenser leur talent de recruteurs d'autres étudiants, de quelques vrais enseignants plus motivés par la liberté des mœurs prévue (et effective) que la pédagogie (la rémunération était le gite et le couvert), d’aventuriers et d'apprentis-financiers qui mirent en place un système de bons (les "vaches") en échange des frais d'hébergement en bons dollars collectés auprès des étudiants. L’expérience s’effondra par manque de fonds, cela aurait pu s'arranger peut-être, mais surtout sous les plaintes des commerçants valaisans qui se voyaient refuser le paiement de leurs "vaches" en fin d'été 1971 (cela s'appelle une banqueroute frauduleuse que les Suisses n'apprécient pas), celles des parents qui voyaient revenir leurs filles enceintes (la liberté sexuelle était de mise et la contraception considérée comme bourgeoise) et n'ayant guère appris de contenu universitaire (1500 USD par trimestre de "comprehensive fee"). Les luttes intestines achevèrent de miner le fragile édifice et de Grazia dût partir de Suisse précipitamment pour éviter leurs geôles,.
Immédiatement après la catastrophe de Bhopal en 1984, causée par des émanations de gaz toxique d'une usine d'Union Carbide, il se rendit sur les lieux pour se livrer à une investigation en compagnie de son ex-étudiant et disciple l'environnementaliste indien Rashmi Mayur. Il écrivit et publia sur place son livre A Cloud Over Bhopal et exigea que les corporations multinationales se rejoignent en une organisation mondiale de la responsabilité.

### Prendre parti pour un Israël-Palestine unifié
Il continua de préparer et de circuler des propositions d’union mondiale et s’insurgea en particulier contre certaines tactiques des gouvernements d’Israël et des États-Unis qui avaient pour conséquence d’exciter un résistance islamique et générale à l’encontre de la politique américaine dans le monde. Il recommanda une fédération unifiée d’Israël et de Palestine. 
Faisant un saut plus radical, vers la fin de sa vie, il proposa de prendre au mot la calomnie "Israël=51e État des États-Unis" en accordant à tous les Israéliens et Palestiniens, y compris les réfugiés, la citoyenneté américaine dans The American State of Canaan.

### Quantavolution
Dès les années 1960, après avoir rencontré Immanuel Velikovsky, ses intérêts se tournèrent de manière accrue vers les problèmes du néo-catastrophisme. Il s’ensuivit la publication d’un livre sur un cas controversé de censure scientifique : The Velikovsky Affair : le scientisme contre la science, dans lequel de Grazia défendait l’œuvre de Velikovsky qui avait été critiqué par la communauté scientifique comme étant « ignorant et incompétent en science et en techniques de recherche historique, tendancieux dans sa méthode, partial dans ses données, et parvenant à des conclusions impossibles ». Il donna à ce qu’il trouvait être un nouveau paradigme le nom de Quantavolution. Entre 1979 et 1984 il publia dix volumes de sa Quantavolution Series. Ils s’adressent à des sujets aussi divers que l’Odyssée d’Homère, (The Disastrous Love Affair of Moon and Mars) et l’histoire du système solaire vu sous l’angle d’une transaction électro-magnétique dans un système binaire (Solaria Binaria, avec le Prof. Earl Milton comme collaborateur). Deux volumes sont consacrés à l’évolution humaine (Homo Schizo I.) et à la nature humaine récente (Homo Schizo II.) Dans ces ouvrages, il propose une théorie de l’humanisation par l’intervention d’un court délai de l’instinct, ainsi qu’une hologénèse linguistique et culturelle.
Également dans cette série figurent The Lately Tortured Earth qui propose un révision des sciences géologiques conventionnelles; God’s Fire: Moses and the Management of Exodus, qui interprète l’Exode à la lumière de la science et de la psychiatrie moderne, offrant une nouvelle théologie et de nouvelles considérations sur l’existence de dieux ; The Burning of Troy, une collection d’études et de mémoires spéciaux, ainsi que Chaos and Creation, écrit en premier, qui présente la théorie générale de la Quantavolution. Le livre le plus lu dans cette série est probablement Cosmic Heretics au sujet duquel le professeur émérite de Chimie et de d’études de la science Henry H. Bauer observa : « Le fait qu’Immanuel Velikovsky soit demeuré si longtemps une personnalité publique est dû aux efforts déployés pour lui par Alfred de Grazia durant les années 1960. The Velikovsky Affair est toujours cité comme un exemple du refus de la science de considérer des alternatives à la vision du monde qu’elle entretient présentement ». Bauer lui-même considérait Velikovsky comme un pseudo-savant dépourvu d’originalité.
De Grazia développa sa propre version des théories de Velikovsky la Quantavolution, qui élabore une théorie holistique de changements soudain, et à large échelle comme le facteur essentiel dans l’histoire naturelle, dans l’évolution et dans le développement humain.
En 2002, de Grazia fut nommé professeur de méthodologie et d’histoire des sciences à l’université de Bergame. Il y créa un modeste Centre d'étude de la Quantavolution avec l’aide de la Mainwaring Archives Foundation.	
En contraste avec les ouvrages de la première partie de sa carrière, ses écrits de Quantavolution sont largement auto-publiés.

### Autobiographie, poésie, romans, théâtre
Dans les années 1990, Alfred de Grazia écrivit une histoire des États-Unis en 3 volumes, America's History Retold, en une forme poétique, "discrètement versifiée" pour retrouver une respiration épique, mais qui inclurait une attitude décidément critique. 
Il écrivit deux recueils de poèmes, Passage of the Year, (1967) et Twentieth Century Fire-Sale.
Ses livres autobiographiques The Babe et The Student racontent, dans une perspective de sociologue, son enfance à Chicago et ses études à l'Université de Chicago.
Dix-sept courtes pièces de théâtre ont été publiées sur internet et sous forme de livre en anglais et en traduction italienne (2004). Une troupe de théâtre, les Bergamasques fut créée dans l’espoir de les jouer. En 2005-6 deux pièces, The Rock of Sisyphus et The Gene of Hope furent mises en films.

### Vie privée
Alfred de Grazia fut marié à Jill Oppenheim (1919-1996) de 1943 à 1970. Ils eurent sept enfants, dont Victoria de Grazia, historienne et membre de l'Academy of Arts and Sciences. Il fut marié brièvement à Nina Mavridis, puis vécut de 1977 à sa mort avec l'écrivaine française Anne-Marie de Grazia Hueber. Ils se marièrent en 1982.

## Ouvrages
- Michels, Robert, First lectures in political sociology. Translated, with an introduction, by Alfred de Grazia. Minneapolis: University of Minnesota Press, [1949]. And Harper & Row, 1965[36].
- Public and republic: political representation in America. New York: Knopf, 1951[37],[38],[39].
- The elements of political science. Series: Borzoi Books in Political Science. New York: Knopf, 1952. And second revised edition: Politics and government: the elements of political science. Vol 1: the element of political science and Vol. 2: Political organization. [1962]. New York: Collier, 1962– . And new revised edition, New York: Free Press London: Collier Macmillan, 1965[27],[28].
- The Western Public: 1952 and beyond. [A study of political behaviour in the western United States.]. Stanford: Stanford University Press, [1954.][40]
- The American way of government. National edition. New York : Wiley, [1957]. There is also a "National, State and Local edition"[41].
- Foundation for Voluntary Welfare. Grass roots private welfare : winning essays of the 1956 national awards competition of the Foundation for Voluntary Welfare. Alfred de Grazia, editor. New York: New York University Press, 1957.
- American welfare. New York: New York University Press, 1961 (with Ted Gurr).
- World politics: a study in international relations. Series: College Outline Series. New York: Barnes & Noble, 1962.
- Apportionment and representative government. Series: Books that matter. New York : Praeger, c1963
- Essay on apportionment and representative government. Washington : American Enterprise Institute, 1963[42]
- Revolution in teaching: new theory, technology, and curricula. With an introduction by Jerome Bruner. New York: Bantam Books, [1964] (Editor, with David A. Sohn).
- Universal Reference System. Political science, government, and public policy: an annotated and intensively indexed compilation of significant books, pamphlets, and articles, selected and processed by the Universal Reference System. Prepared under the direction of Alfred De Grazia, general editor, Carl E. Martinson, managing editor, and John B. Simeone, consultant. Princeton, N.J.: Princeton Research Pub. Co., 1965–69. Plus nine more volumes on the subjects of: International Affairs; Economic Regulation; Public Policy and the Management of Science; Administrative Management; Comparative Government and Cultures; Legislative Process; Bibliography of Bibliographies in Political Science, Government and Public Policy; Current Events and Problems of Modern Society; Public Opinion, Mass Behavior and Political Psychology;  Law, Jurisprudence and Judicial Process.
- Republic in crisis: Congress against the executive force. New York: Federal Legal Publications, [1965]."Republic in Crisis is a significant and important book deserving to be read widely and widely pondered; it ought not to be ignored, lightly dismissed, or put out of hand or sight" in Charles W. Shull, The Annals of the American Academy of Political and Social Science, 1966, p;162.
- Political behavior. Series: Elements of political science; 1. New, revised edition. New York: Free press paperback, 1966[43].
- Congress, The First Branch of Government, editor, Doubleday – Anchor Books, 1967[44]
- Congress and the Presidency: Their Roles in Modern Times, with Arthur M. Schlesinger, American Enterprise Institute for Public Policy Research, Washington, 1967.
- Passage of the Year, Poetry, Quiddity Press, Metron publications, Princeton, N.J., 1967.
- The Behavioral Sciences: Essays in honor of George A. Lundberg, editor, Behavioral Research Council, Great Barrington, Mass;, 1968.

'Kalos: What is to be Done with Our World?, , New York University Press, 1968.
- Old Government, New People: Readings for the New politics, et al., Scott, Foresman, Glenview, Ill., 1971.
- The University of the New World at Valais,Switzerland, General Bulletin,January 1971.
- Politics for Better or Worse, Scott, Foresman, Glenview, Ill., 1973.
- Eight Branches of Government: American Government Today, w. Eric Weise, Collegiate Pub., 1975.
- Eight Bads – Eight Goods: The American Contradictions, Doubleday – Anchor Books, 1975.
- Supporting Art and Culture: 1001 Questions on Policy, Lieber-Atherton, New York, 1979.
- Kalotics: A Revolution of Scientists and Technologists for World Development, Kalos Foundation, Bombay, 1979.
- A Cloud Over Bhopal: Causes, Consequences, and Constructive Solutions, Kalos Foundation for the India-America Committee for the Bhopal Victims: Popular Prakashan, Bombay, 1985.
- The Babe, Child of Boom and Bust in Old Chicago, umbilicus mundi, Quiddity Press, Metron Publications, Princeton, N.J., 1992.
- The Student: at Chicago in Hutchin's Hey-day, Quiddity Press, Metron Publications, Princeton N.J., 1991.
- The Taste of War: Soldiering in World War II, Quiddity Press, Metron Publications, Princeton, N.J., 1992.
- Twentieth Century Fire-Sale, Poetry, Quiddity Press, Metron Publications, Princeton, N.J., 1996.
- The American State of Canaan – the peaceful, prosperous juncture of Israël and Palestine as the 51st State of the United States of America, Metron Publications, Princeton, NJ, 2009 LCCN 2008945276.